# Panaxia eques
Panaxia eques är en fjärilsart som beskrevs av P.Reich 1932. Panaxia eques ingår i släktet Panaxia och familjen björnspinnare. Inga underarter finns listade i Catalogue of Life.